# تشارلز أفيري إيكن
تشارلز أفيري إيكن (بالإنجليزية: Charles Avery Aiken)‏ هو رسام أمريكي، ولد في 29 سبتمبر 1872، وتوفي في 1965.